# 1972年のル・マン24時間レース

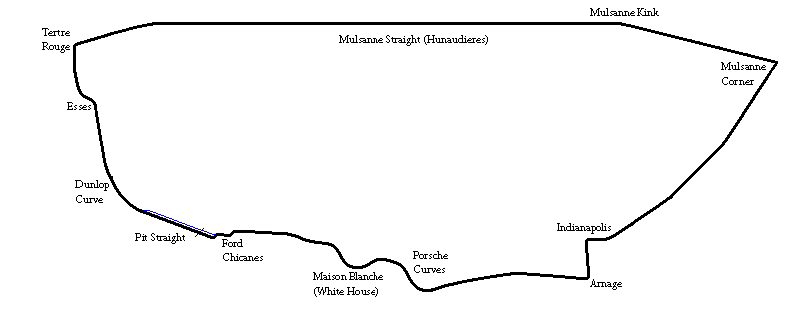
1972年のコース

1972年のル・マン24時間レース（24 Heures du Mans 1972 ）は、40回目のル・マン24時間レース及び世界メーカー選手権第9戦として、1972年6月10日から6月11日にかけてフランス、ル・マンのサルト・サーキットで行われた。

## 概要
1972年から車両規定が変更され、3リットル・スポーツプロトタイプのみが出走可能となり前年までの主役だったポルシェ・917やフェラーリ・512Sなどの5リットル・スポーツカーはル・マン24時間レースから締め出されることになった。
この年の選手権において開幕から8連勝して、前戦のニュルブルクリンク1000kmでチャンピオンを獲得したフェラーリは、3月のルマン・テストデイに参加し、フェラーリ・312PBのテストを重ねるなど、出場は確実視されていたが、6月1日になって急遽不参加を表明した。理由として「312PBは1000kmレース参加を前提に開発を行ってきたため、24時間レースには出走できない」と発表した。実際、テスト中の312PBにトラブルが発生したといわれている。この決定はチーム監督のピーター・シェッティも直前まで知らされていなかった。
フェラーリの不参加で優勝候補の本命と目されたマトラは、ル・マン24時間レース制覇という目標のため、ニューマシンMS670を3台投入。予備としてMS660Cも持ち込んで万全を期した。その対抗馬として、1970年のル・マン24時間レース以来の出場となるアルファロメオが33TT3を持ち込んだ。
前年優勝したポルシェは前述の車両規定変更によりワークスチームが撤退、908、910が複数のチームから出走。また、フォード・カプリRSとBMW2800CSが新設されたツーリングカー・クラスからエントリーした。

## 予選
マトラがポールポジションのフランソワ・セベール/ハウデン・ガンレイ組を筆頭に予選3位までを独占した。

## 決勝

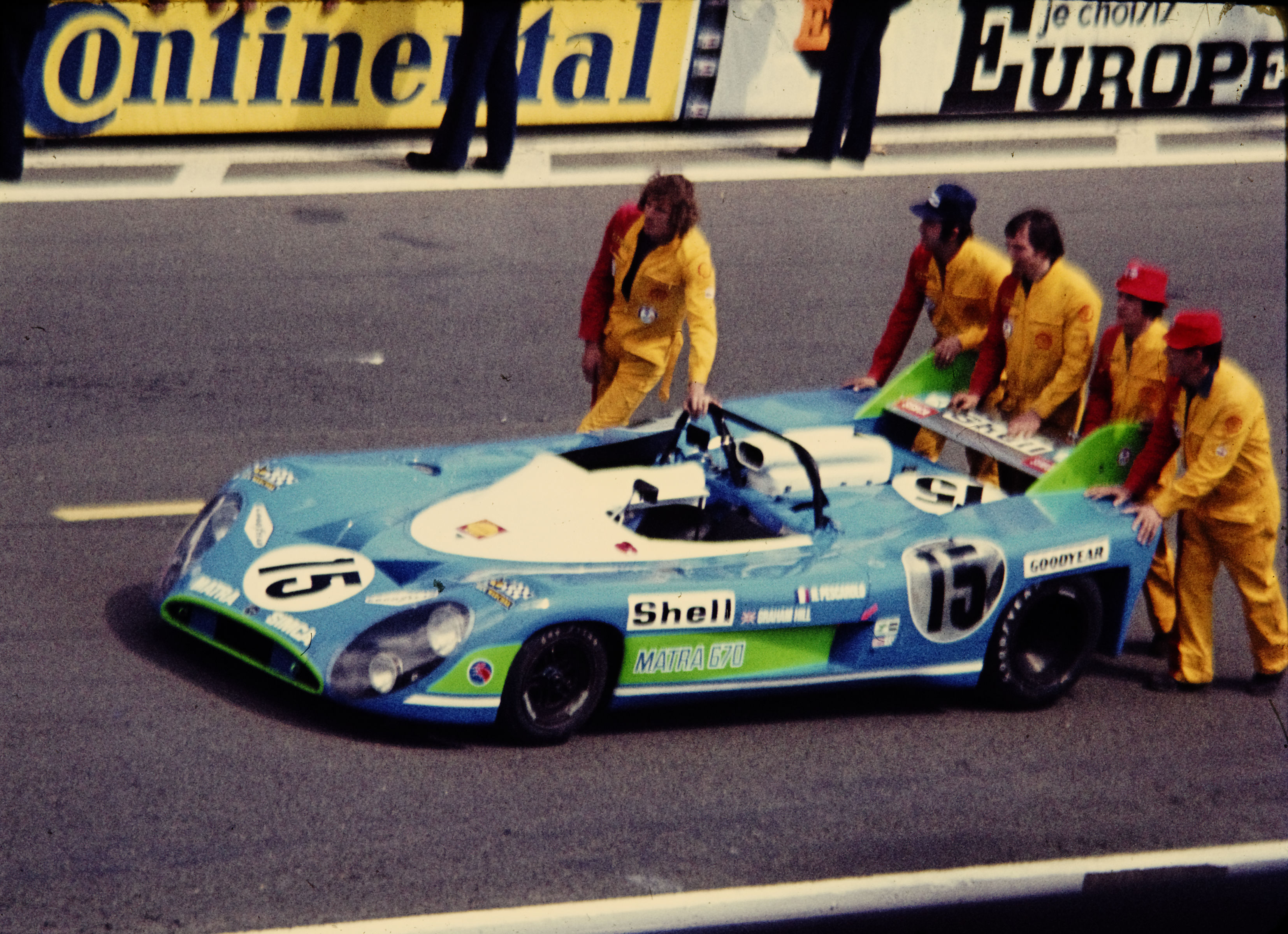
優勝したマトラ・MS670、15号車

この年の名誉スターターであるフランス大統領ジョルジュ・ポンピドゥーの合図によりレースがスタート。マトラの3台がスタート直後から飛び出したが、ジャン＝ピエール・ベルトワーズのマシンが2周目にコネクティングロッドの破損のため出火しアルナージュ付近でリタイアとなった。1時間終了時点の順位は1位がローラ・T280で、それを3台のマトラが追う状況。その後ローラが後退して、マトラ勢が首位を争う展開になった。翌11日の午前6時半過ぎにジィズ・ヴァン・レネップがドライブするローラがファステストラップを記録するが、7時50分にヴァン・レネップから交代したヨアキム・ボニエがフェラーリ・365GTB/4との接触によってガードレール上を飛び越してしまい、それによりボニエが死亡する事故が発生した。
マトラはセベール組が首位を独走していたが、10時過ぎに降り出した雨による電気系統のトラブルによるピットインの間にアンリ・ペスカロロ組が首位に立ち、こののちセベールから交代したガンレイがスピンして再びピットに入り遅れた。
ペスカロロ組が首位を守り切りセベール組に10周の差をつけてゴール。3位を走っていたMS660Cのリタイヤにより表彰台の独占を逃したものの、1 - 2フィニッシュでマトラがル・マン初優勝を記録した。フランス車がル・マン24時間レースを制するのは、1950年のタルボ・ラーゴ以来であった。優勝したヒルはモナコグランプリとインディ500にも優勝経験があり、2018年現在唯一の世界三大レースを制したドライバーとなった。
マトラの対抗馬と目されていたアルファロメオはヴァッカレラ/デ・アダミッチ組が4位に入ったのみで他の2台はリタイヤという結果に終わった。

## 結果

### 完走
| 順位 | クラス  | 号車 | チーム                                           | ドライバー                                                               | シャシ                                          | 周回数 |
| 順位 | クラス  | 号車 | チーム                                           | ドライバー                                                               | エンジン                                        | 周回数 |
| ---- | ------- | ---- | ------------------------------------------------ | ------------------------------------------------------------------------ | ----------------------------------------------- | ------ |
| 1    | S 3.0   | 15   | エキップ・マトラ-シムカ・シェル                  | - アンリ・ペスカロロ - グラハム・ヒル                                    | マトラ・シムカMS670                             | 344    |
| 1    | S 3.0   | 15   | エキップ・マトラ-シムカ・シェル                  | - アンリ・ペスカロロ - グラハム・ヒル                                    | マトラ・3.0リットルV型12気筒                    | 344    |
| 2    | S 3.0   | 14   | エキップ・マトラ-シムカ・シェル                  | - フランソワ・セベール - ハウデン・ガンレイ                              | マトラ・シムカMS670                             | 333    |
| 2    | S 3.0   | 14   | エキップ・マトラ-シムカ・シェル                  | - フランソワ・セベール - ハウデン・ガンレイ                              | マトラ・3.0リットルV型12気筒                    | 333    |
| 3    | S 3.0   | 60   | ジョー・シフェール・A.T.E.レーシング             | - ラインホルト・ヨースト - ミシェル・ウエーバー - マリオ・カゾーニ       | ポルシェ・908LH                                 | 325    |
| 3    | S 3.0   | 60   | ジョー・シフェール・A.T.E.レーシング             | - ラインホルト・ヨースト - ミシェル・ウエーバー - マリオ・カゾーニ       | ポルシェ・3.0リットル水平対向8気筒              | 325    |
| 4    | S 3.0   | 18   | アウトデルタSpA                                  | - ニーノ・ヴァッカレラ - アンドレア・デ・アダミッチ                      | アルファロメオ・ティーポ33TT3                   | 307    |
| 4    | S 3.0   | 18   | アウトデルタSpA                                  | - ニーノ・ヴァッカレラ - アンドレア・デ・アダミッチ                      | アルファロメオ・3.0リットルV型8気筒             | 307    |
| 5    | GT 5.0  | 39   | シャルル・ポッジ                                 | - ジャン＝クロード・アンドリュー - クロード・バロー＝レナ                | フェラーリ・365GTB/4                            | 306    |
| 5    | GT 5.0  | 39   | シャルル・ポッジ                                 | - ジャン＝クロード・アンドリュー - クロード・バロー＝レナ                | フェラーリ・4.4リットルV型12気筒                | 306    |
| 6    | GT 5.0  | 74   | ノースアメリカン・レーシングチーム (NART)        | - サム・ポージー - トニー・アダモヴィッツ                                | フェラーリ・365GTB/4                            | 304    |
| 6    | GT 5.0  | 74   | ノースアメリカン・レーシングチーム (NART)        | - サム・ポージー - トニー・アダモヴィッツ                                | フェラーリ・4.4リットルV型12気筒                | 304    |
| 7    | GT 5.0  | 34   | スクーデリア・フィリピネッティ                   | - マイク・パークス - ジャン＝ルイ・ラフォッス - ジャン＝ジャック・コシェ | フェラーリ・365GTB/4                            | 302    |
| 7    | GT 5.0  | 34   | スクーデリア・フィリピネッティ                   | - マイク・パークス - ジャン＝ルイ・ラフォッス - ジャン＝ジャック・コシェ | フェラーリ・4.4リットルV型12気筒                | 302    |
| 8    | GT 5.0  | 36   | エキュリー・フランコルシャン                     | - デレック・ベル - テディ・ピレット - リチャード・ボンド                 | フェラーリ・365GTB/4                            | 301    |
| 8    | GT 5.0  | 36   | エキュリー・フランコルシャン                     | - デレック・ベル - テディ・ピレット - リチャード・ボンド                 | フェラーリ・4.4リットルV型12気筒                | 301    |
| 9    | GT 5.0  | 38   | ノースアメリカン・レーシングチーム (NART)        | - ジャン＝ピエール・ジャリエ - クロード・ブシュー                        | フェラーリ・365GTB/4                            | 297    |
| 9    | GT 5.0  | 38   | ノースアメリカン・レーシングチーム (NART)        | - ジャン＝ピエール・ジャリエ - クロード・ブシュー                        | フェラーリ・4.4リットルV型12気筒                | 297    |
| 10   | T 3.0   | 54   | フォード・モーター・カンパニー・ドイッチュランド | - ジェリー・ビレル - クロード・ブルゴワーニュ                            | フォード・カプリ2600RS                          | 292    |
| 10   | T 3.0   | 54   | フォード・モーター・カンパニー・ドイッチュランド | - ジェリー・ビレル - クロード・ブルゴワーニュ                            | フォード・3.0リットルV型6気筒                   | 292    |
| 11   | T 3.0   | 52   | フォード・モーター・カンパニー・ドイッチュランド | - ディエター・グレムサー - アレックス・ソーラー＝ロイグ                  | フォード・カプリ2600RS                          | 289    |
| 11   | T 3.0   | 52   | フォード・モーター・カンパニー・ドイッチュランド | - ディエター・グレムサー - アレックス・ソーラー＝ロイグ                  | フォード・3.0リットルV型6気筒                   | 289    |
| 12   | S 3.0   | 68   | ダッカムスオイル・モーターレーシング             | - アラン・ド・キャドネ - クリス・クラフト                                | ダッカムス・LM (ブラバム)                       | 288    |
| 12   | S 3.0   | 68   | ダッカムスオイル・モーターレーシング             | - アラン・ド・キャドネ - クリス・クラフト                                | フォード・コスワース・DFV型3.0リットルV型8気筒  | 288    |
| 13   | GT 3.0  | 41   | Louis Meznarie                                   | - シルベイン・ギャラン - ユルゲン・バルト - マイケル・ケイサー           | ポルシェ・911S                                  | 285    |
| 13   | GT 3.0  | 41   | Louis Meznarie                                   | - シルベイン・ギャラン - ユルゲン・バルト - マイケル・ケイサー           | ポルシェ・2.5リットル水平対向6気筒              | 285    |
| 14   | S 2.0   | 27   | ルネ・リゴネット - コダック                      | - ルネ・リゴネット - バリー・スミス                                      | ローラ・T290                                    | 284    |
| 14   | S 2.0   | 27   | ルネ・リゴネット - コダック                      | - ルネ・リゴネット - バリー・スミス                                      | フォード・コスワース・FVC型1.8リットル直列4気筒 | 284    |
| 15   | GT +5.0 | 4    | ノースアメリカン・レーシングチーム (NART)        | - デーブ・ハインツ - ロバート・B・ジョンソン                             | シボレー・コルベットZL1                         | 284    |
| 15   | GT +5.0 | 4    | ノースアメリカン・レーシングチーム (NART)        | - デーブ・ハインツ - ロバート・B・ジョンソン                             | シボレー・7.0リットルV型8気筒                   | 284    |
| 16   | GT +5.0 | 32   | クロード・デュボ                                 | - ジャン＝マリー・ジャクェミン - イヴ・デプレ                            | デ・トマソ・パンテーラ                          | 282    |
| 16   | GT +5.0 | 32   | クロード・デュボ                                 | - ジャン＝マリー・ジャクェミン - イヴ・デプレ                            | フォード・5.8リットルV型8気筒                   | 282    |
| 17   | GT 3.0  | 46   | ノースアメリカン・レーシングチーム (NART)        | - ジャン＝ピエール・ラフェッチ - ジル・ドンシュー                        | フェラーリ・ディーノ・246GT                     | 265    |
| 17   | GT 3.0  | 46   | ノースアメリカン・レーシングチーム (NART)        | - ジャン＝ピエール・ラフェッチ - ジル・ドンシュー                        | フェラーリ・ディーノ2.4リットルV型6気筒         | 265    |
| 18   | S 2.0   | 24   | ウィッキー・レーシングチーム                     | - ピーター・マトリ - Hervé Bayard - ヴァルター・ブルン                   | ポルシェ・907                                   | 252    |
| 18   | S 2.0   | 24   | ウィッキー・レーシングチーム                     | - ピーター・マトリ - Hervé Bayard - ヴァルター・ブルン                   | ポルシェ・2.0リットル水平対向6気筒              | 252    |

### 周回数不足
Failed to cover 70% of winner's distance (240 laps)
| 順位 | クラス | 号車 | チーム           | ドライバー                                    | シャシ                             | 周回数 |
| 順位 | クラス | 号車 | チーム           | ドライバー                                    | エンジン                           | 周回数 |
| ---- | ------ | ---- | ---------------- | --------------------------------------------- | ---------------------------------- | ------ |
| 19   | S 3.0  | 67   | Christian Poirot | - Christian Poirot - フィリップ・ファルジョン | ポルシェ・908/2                    | 206    |
| 19   | S 3.0  | 67   | Christian Poirot | - Christian Poirot - フィリップ・ファルジョン | ポルシェ・3.0リットル水平対向8気筒 | 206    |

### リタイヤ
| 順位 | クラス  | 号車 | チーム                                           | ドライバー                                                                       | シャシ                                          | 周回数 |
| 順位 | クラス  | 号車 | チーム                                           | ドライバー                                                                       | エンジン                                        | 周回数 |
| ---- | ------- | ---- | ------------------------------------------------ | -------------------------------------------------------------------------------- | ----------------------------------------------- | ------ |
| 20   | S 3.0   | 16   | エキップ・マトラ-シムカ・シェル                  | - ジャン＝ピエール・ジャブイーユ - デビッド・ホッブス                            | マトラ・シムカMS660C                            | 278    |
| 20   | S 3.0   | 16   | エキップ・マトラ-シムカ・シェル                  | - ジャン＝ピエール・ジャブイーユ - デビッド・ホッブス                            | マトラ・3.0リットルV型12気筒                    | 278    |
| 21   | S 3.0   | 5    | エスクデリア・モンジュイック                     | - フアン・フェルナンデス - フランチェスコ・トレデメール - Eugenio Baturone       | ポルシェ・908/3                                 | ?      |
| 21   | S 3.0   | 5    | エスクデリア・モンジュイック                     | - フアン・フェルナンデス - フランチェスコ・トレデメール - Eugenio Baturone       | ポルシェ・3.0リットル水平対向8気筒              | ?      |
| 22   | S 3.0   | 19   | アウトデルタSpA                                  | - ロルフ・シュトメレン - ナンニ・ギャリ                                          | アルファロメオ・ティーポ33TT3                   | 263    |
| 22   | S 3.0   | 19   | アウトデルタSpA                                  | - ロルフ・シュトメレン - ナンニ・ギャリ                                          | アルファロメオ・3.0リットルV型8気筒             | 263    |
| 23   | S 3.0   | 6    | Hans-Dieter Weigel                               | - Hans-Dieter Weigel - ヘルムート・クラウス                                      | ポルシェ・908/2                                 | 244    |
| 23   | S 3.0   | 6    | Hans-Dieter Weigel                               | - Hans-Dieter Weigel - ヘルムート・クラウス                                      | ポルシェ・3.0リットル水平対向8気筒              | 244    |
| 24   | GT +5.0 | 29   | グレデール・レーシングチーム                     | - アンリ・グレデール - マリー＝クロード・シャルマッソン                          | シボレー・コルベット                            | 235    |
| 24   | GT +5.0 | 29   | グレデール・レーシングチーム                     | - アンリ・グレデール - マリー＝クロード・シャルマッソン                          | シボレー・7.0リットルV型8気筒                   | 235    |
| 25   | S 3.0   | 17   | アウトデルタSpA                                  | - ヴィック・エルフォード - Dr. ヘルムート・マルコ                                | アルファロメオ・ティーポ33TT3                   | 232    |
| 25   | S 3.0   | 17   | アウトデルタSpA                                  | - ヴィック・エルフォード - Dr. ヘルムート・マルコ                                | アルファロメオ・3.0リットルV型8気筒             | 232    |
| 26   | GT 5.0  | 57   | ノースアメリカン・レーシングチーム (NART)        | - ルイジ・キネッティJr. - マステン・グレゴリー                                   | フェラーリ・365GTB/4                            | 226    |
| 26   | GT 5.0  | 57   | ノースアメリカン・レーシングチーム (NART)        | - ルイジ・キネッティJr. - マステン・グレゴリー                                   | フェラーリ・4.4リットルV型12気筒                | 226    |
| 27   | S 3.0   | 8    | エキュリー・ボニエ・スウィッツランド             | - ヨアキム・ボニエ - ジェラール・ラルース - ジィズ・ヴァン・レネップ             | ローラ・T280                                    | 213    |
| 27   | S 3.0   | 8    | エキュリー・ボニエ・スウィッツランド             | - ヨアキム・ボニエ - ジェラール・ラルース - ジィズ・ヴァン・レネップ             | フォード・コスワース・DFV型3.0リットルV型8気筒  | 213    |
| 28   | GT 3.0  | 42   | クロード・アルディ                               | - クロード・アルディ - ポール・ケラー - "Gédéhem"                                | ポルシェ・911S                                  | 208    |
| 28   | GT 3.0  | 42   | クロード・アルディ                               | - クロード・アルディ - ポール・ケラー - "Gédéhem"                                | ポルシェ・2.5リットル水平対向6気筒              | 208    |
| 29   | GT 5.0  | 35   | スクーデリア・フィリピネッティ                   | - ベルナール・シェネヴィエ - Florian Vetsch - Gérard Pillon                      | フェラーリ・365GTB/4                            | 204    |
| 29   | GT 5.0  | 35   | スクーデリア・フィリピネッティ                   | - ベルナール・シェネヴィエ - Florian Vetsch - Gérard Pillon                      | フェラーリ・4.4リットルV型12気筒                | 204    |
| 30   | S 3.0   | 22   | オトモビル・リジェ                               | - ピエール・モーブラン - ジャック・ラフィット                                    | リジェ・JS2                                     | 195    |
| 30   | S 3.0   | 22   | オトモビル・リジェ                               | - ピエール・モーブラン - ジャック・ラフィット                                    | マセラティ・3.0リットルV型6気筒                 | 195    |
| 31   | GT +5.0 | 71   | Ecurie Léopard                                   | - ジャン＝クロード・オーブリエ - "デプニック" - "シルベイン"                     | シボレー・コルベット                            | 188    |
| 31   | GT +5.0 | 71   | Ecurie Léopard                                   | - ジャン＝クロード・オーブリエ - "デプニック" - "シルベイン"                     | シボレー・7.0リットルV型8気筒                   | 188    |
| 32   | S 3.0   | 65   | "Novestille"                                     | - Louis Cosson - ジャン＝ルイ・ラヴァネル                                        | ポルシェ・910                                   | 188    |
| 32   | S 3.0   | 65   | "Novestille"                                     | - Louis Cosson - ジャン＝ルイ・ラヴァネル                                        | ポルシェ・2.4リットル水平対向6気筒              | 188    |
| 33   | S 3.0   | 56   | クロード・ローラン                               | - クロード・ローラン - マーシャル・デラランデ - ジャック・マルシェ               | リジェ・JS2                                     | 186    |
| 33   | S 3.0   | 56   | クロード・ローラン                               | - クロード・ローラン - マーシャル・デラランデ - ジャック・マルシェ               | マセラティ・3.0リットルV型6気筒                 | 186    |
| 34   | GT 3.0  | 45   | レイモン・トゥーロール                           | - "リー・バナー" - ドモニーク・バルディーニ                                      | ポルシェ・911S                                  | 183    |
| 34   | GT 3.0  | 45   | レイモン・トゥーロール                           | - "リー・バナー" - ドモニーク・バルディーニ                                      | ポルシェ・2.5リットル水平対向6気筒              | 183    |
| 35   | T 3.0   | 53   | フォード・モーター・カンパニー・ドイッチュランド | - ヨッヘン・マス - ハンス＝ヨアヒム・スタック                                    | フォード・カプリ2600RS                          | ?      |
| 35   | T 3.0   | 53   | フォード・モーター・カンパニー・ドイッチュランド | - ヨッヘン・マス - ハンス＝ヨアヒム・スタック                                    | フォード・3.0リットルV型6気筒                   | ?      |
| 36   | S 3.0   | 76   | Jean Egreteaud                                   | - Jean-Claude Lagniez - レイモン・トゥーロール                                   | ポルシェ・908/2                                 | 83     |
| 36   | S 3.0   | 76   | Jean Egreteaud                                   | - Jean-Claude Lagniez - レイモン・トゥーロール                                   | ポルシェ・3.0リットル水平対向8気筒              | 83     |
| 37   | GT +5.0 | 72   | ジョン・グリーンウッド・レーシング               | - ベルナール・ダルニッシュ - アラン・クディーニ - ジョン・グリーンウッド         | シボレー・コルベット                            | 82     |
| 37   | GT +5.0 | 72   | ジョン・グリーンウッド・レーシング               | - ベルナール・ダルニッシュ - アラン・クディーニ - ジョン・グリーンウッド         | シボレー・7.0リットルV型8気筒                   | 82     |
| 38   | S 2.0   | 23   | ブライアン・ロビンソン                           | - ブライアン・ロビンソン - ジャン・ロンドー                                      | シェブロン・B21                                 | 76     |
| 38   | S 2.0   | 23   | ブライアン・ロビンソン                           | - ブライアン・ロビンソン - ジャン・ロンドー                                      | フォード・コスワース・FVC型1.8リットル直列4気筒 | 76     |
| 39   | T 3.0   | 49   | チーム・シュニッツァー - モチュール              | - ハンス・ヘイヤー - René Herzog                                                 | BMW 2800CS                                      | 70     |
| 39   | T 3.0   | 49   | チーム・シュニッツァー - モチュール              | - ハンス・ヘイヤー - René Herzog                                                 | BMW 3.0リットル直列6気筒                        | 70     |
| 40   | GT 3.0  | 44   | ジャン・サージュ                                 | - ジャン・サージュ - ゲオルグ・ルース - フランツ・ペッシュ                       | ポルシェ・911S                                  | 64     |
| 40   | GT 3.0  | 44   | ジャン・サージュ                                 | - ジャン・サージュ - ゲオルグ・ルース - フランツ・ペッシュ                       | ポルシェ・2.5リットル水平対向6気筒              | 64     |
| 41   | GT 5.0  | 37   | マラネロ・コンセッショネアーズ                   | - ピーター・ウエストボリー - John Hine                                           | フェラーリ・365GTB/4                            | 72     |
| 41   | GT 5.0  | 37   | マラネロ・コンセッショネアーズ                   | - ピーター・ウエストボリー - John Hine                                           | フェラーリ・4.4リットルV型12気筒                | 72     |
| 42   | GT +5.0 | 28   | ジョン・グリーンウッド・レーシング               | - ジョン・グリーンウッド - Dick Smothers                                         | シボレー・コルベット                            | 53     |
| 42   | GT +5.0 | 28   | ジョン・グリーンウッド・レーシング               | - ジョン・グリーンウッド - Dick Smothers                                         | シボレー・7.0リットルV型8気筒                   | 53     |
| 43   | GT 3.0  | 80   | ポルシェ・クレマー・レーシングチーム             | - ジョン・フィッツパトリック - エルヴィン・クレマー - フアン・カルロス・ボラノス | ポルシェ・911S                                  | 39     |
| 43   | GT 3.0  | 80   | ポルシェ・クレマー・レーシングチーム             | - ジョン・フィッツパトリック - エルヴィン・クレマー - フアン・カルロス・ボラノス | ポルシェ・2.5リットル水平対向6気筒              | 39     |
| 44   | GT 3.0  | 79   | Jean-Pierre Gaban                                | - Hermes Delbar - ロジャー・ヴァン・ダー・シュリック                             | ポルシェ・911S                                  | ?      |
| 44   | GT 3.0  | 79   | Jean-Pierre Gaban                                | - Hermes Delbar - ロジャー・ヴァン・ダー・シュリック                             | ポルシェ・2.4リットル水平対向6気筒              | ?      |
| 45   | GT +5.0 | 30   | エスクデリア・モンジュイック                     | - ホセ・ジュンカデッラ - フェルナンド・デ・バヴィエラ                            | デ・トマソ・パンテーラ                          | 36     |
| 45   | GT +5.0 | 30   | エスクデリア・モンジュイック                     | - ホセ・ジュンカデッラ - フェルナンド・デ・バヴィエラ                            | フォード・5.8リットルV型8気筒                   | 36     |
| 46   | GT +5.0 | 31   | エスクデリア・モンジュイック                     | - ヘルベルト・ミューラー - コックス・コシェ                                      | デ・トマソ・パンテーラ                          | 36     |
| 46   | GT +5.0 | 31   | エスクデリア・モンジュイック                     | - ヘルベルト・ミューラー - コックス・コシェ                                      | フォード・5.8リットルV型8気筒                   | 36     |
| 47   | S 2.0   | 69   | ミシェル・デュポン                               | - ミシェル・デュポン - Jean-Paul Bodin                                           | シェブロン・B19/21                              | 29     |
| 47   | S 2.0   | 69   | ミシェル・デュポン                               | - ミシェル・デュポン - Jean-Paul Bodin                                           | フォード・コスワース・FVC型1.8リットル直列4気筒 | 29     |
| 48   | T 3.0   | 84   | Shark Team                                       | - Jean-Claude Guérie - Jean-Pierre Rouget                                        | フォード・カプリ2600RS                          | 26     |
| 48   | T 3.0   | 84   | Shark Team                                       | - Jean-Claude Guérie - Jean-Pierre Rouget                                        | フォード 3.0リットルV型6気筒                    | 26     |
| 49   | S 3.0   | 7    | エキュリー・ボニエ・スウィッツランド             | - ヒューズ・ド・フィラント - Jorge de Bagration - Mário de Araújo Cabral         | ローラ・T280                                    | 26     |
| 49   | S 3.0   | 7    | エキュリー・ボニエ・スウィッツランド             | - ヒューズ・ド・フィラント - Jorge de Bagration - Mário de Araújo Cabral         | フォード・コスワース・DFV型3.0リットルV型8気筒  | 26     |
| 50   | GT 3.0  | 40   | ルネ・マッツィア                                 | - ピエール・モーロイ - マルセル・ミジョー                                        | ポルシェ・911S                                  | 27     |
| 50   | GT 3.0  | 40   | ルネ・マッツィア                                 | - ピエール・モーロイ - マルセル・ミジョー                                        | ポルシェ・2.5リットル水平対向6気筒              | 27     |
| 51   | GT 5.0  | 75   | シャルル・ポッジ                                 | - フランソワ・ミゴール - ダニエル・ルーヴェイラン                                | フェラーリ・365GTB/4                            | 22     |
| 51   | GT 5.0  | 75   | シャルル・ポッジ                                 | - フランソワ・ミゴール - ダニエル・ルーヴェイラン                                | フェラーリ・4.4リットルV型12気筒                | 22     |
| 52   | S 3.0   | 58   | ボッシュ・レーシングチーム                       | - Walter Roser - オットー・ストゥパッヒャー                                      | ポルシェ・908/2                                 | 11     |
| 52   | S 3.0   | 58   | ボッシュ・レーシングチーム                       | - Walter Roser - オットー・ストゥパッヒャー                                      | ポルシェ・3.0リットル水平対向8気筒              | 11     |
| 53   | S 3.0   | 21   | オトモビル・リジェ                               | - ギ・リジェ - ジャン＝フランソワ・ピオ                                          | リジェ・JS2                                     | 7      |
| 53   | S 3.0   | 21   | オトモビル・リジェ                               | - ギ・リジェ - ジャン＝フランソワ・ピオ                                          | マセラティ・3.0リットルV型6気筒                 | 7      |
| 54   | S +3.0  | 33   | ソシエテ・フランコ＝ブリタニック                 | - ギ・シャスイーユ - ジャン・ヴィナティエ                                        | デ・トマソ・パンテーラ                          | 3      |
| 54   | S +3.0  | 33   | ソシエテ・フランコ＝ブリタニック                 | - ギ・シャスイーユ - ジャン・ヴィナティエ                                        | フォード・5.8リットルV型8気筒                   | 3      |
| 55   | S 3.0   | 12   | エキップ・マトラ-シムカ・シェル                  | - ジャン＝ピエール・ベルトワーズ - クリス・エイモン                              | マトラ・シムカMS670                             | 1      |
| 55   | S 3.0   | 12   | エキップ・マトラ-シムカ・シェル                  | - ジャン＝ピエール・ベルトワーズ - クリス・エイモン                              | マトラ・3.0リットルV型12気筒                    | 1      |

## 記録
- ポールポジション - #14 マトラ・MS670 - 3:42.2
- ファステストラップ - #8 ローラ・T280（ジィズ・ヴァン・レネップ） - 3:46.9
- 総合優勝 - S3.0 #15 マトラ・MS670（アンリ・ペスカロロ/グラハム・ヒル）
  - 走行距離 - 4,691.343km[8]
  - スピード - 195.472km/h[8]
- クラス優勝
  - GT5.0 - #39 フェラーリ・365GTB/4（ジャン＝クロード・アンドリュー/クロード・バロー＝レナ）
  - T3.0 - #54 フォード・カプリ2600RS（ジェリー・ビレル/クロード・ブルゴワーニュ）
  - GT3.0 - #41 ポルシェ・911S（シルベイン・ギャラン/ユルゲン・バルト/マイケル・ケイサー）
  - S2.0 - #27 ローラ・T290（ルネ・リゴネット/バリー・スミス）
  - GT+5.0 - #4 シボレー・コルベット（デーブ・ハインツ/ロバート・B・ジョンソン）
- 熱効率指数賞 - #39 フェラーリ・365GTB/4（ジャン＝クロード・アンドリュー/クロード・バロー＝レナ）[8]

## ギャラリー

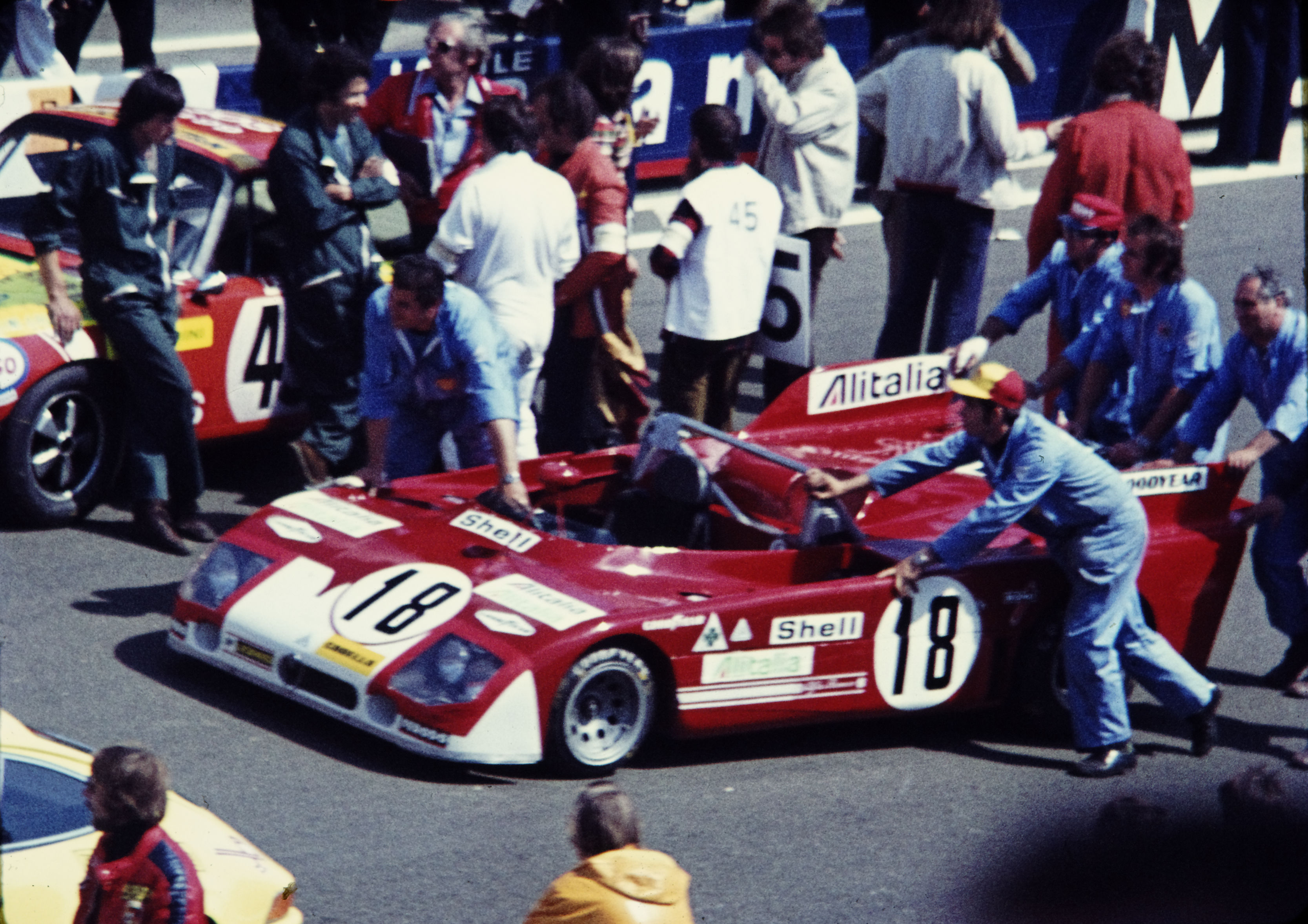
アルファロメオ・ティーポ33TT3
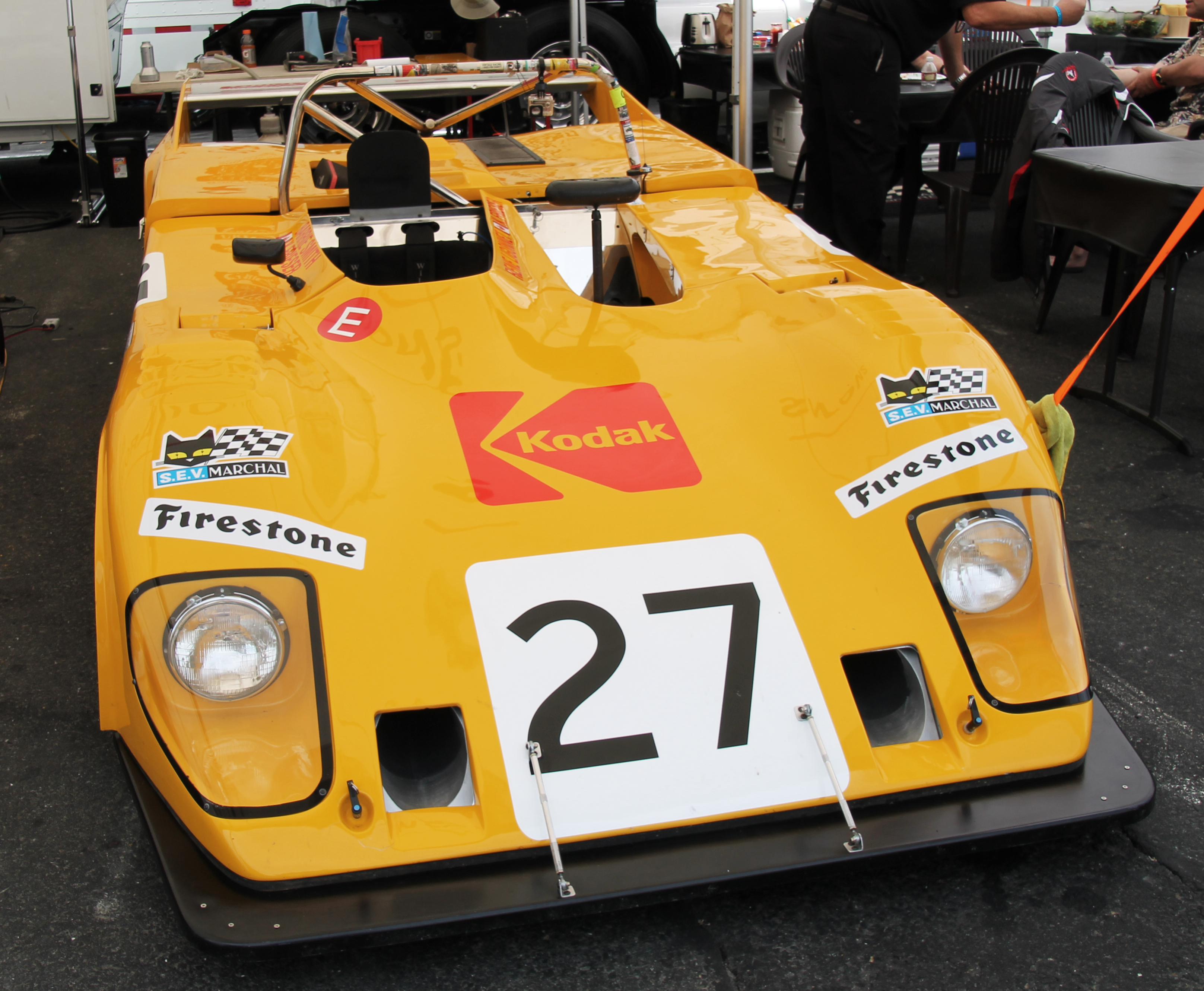
ローラ・T290
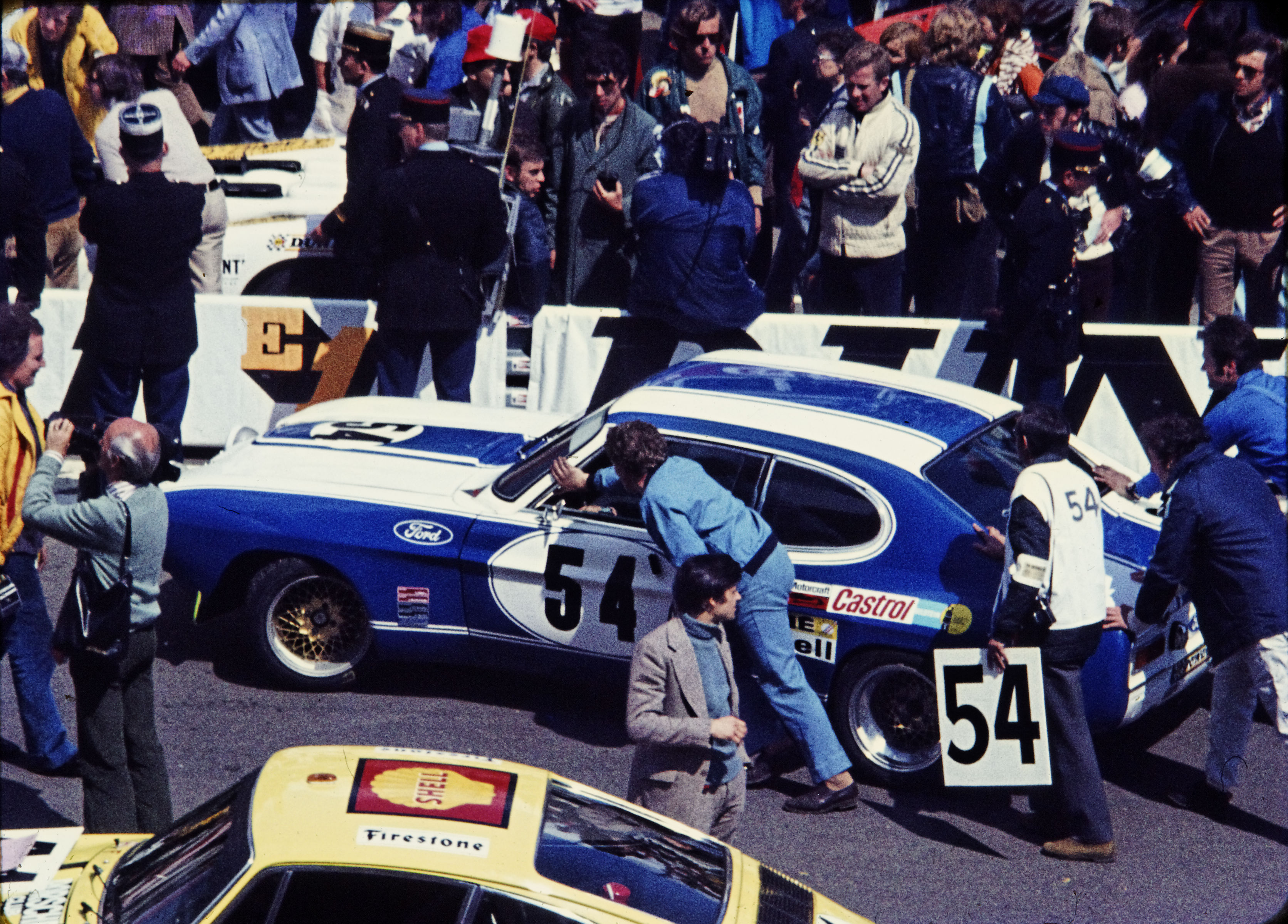
フォード・カプリ2600RS